# Kanton Cysoing
Cysoing (Nederlands: Sison) is een voormalig kanton van het Franse Noorderdepartement. Het kanton maakte deel uit van het arrondissement Rijsel. In 2015 is dit kanton opgegaan in het nieuw gevormde kanton Templeuve. 

## Gemeenten
Het kanton Cysoing omvatte de volgende gemeenten:
- Bachy
- Bourghelles
- Bouvines
- Camphin-en-Pévèle
- Cappelle-en-Pévèle
- Cobrieux
- Cysoing (hoofdplaats)
- Genech
- Louvil
- Mouchin
- Péronne-en-Mélantois
- Sainghin-en-Mélantois
- Templeuve
- Wannehain